# Henryk Rewakowicz
Henryk Karol Rewakowicz (ur. 18 stycznia 1837 w Sokolnikach, zm. 30 września 1907 we Lwowie) – galicyjski działacz ruchu ludowego, polityk, dziennikarz, uczestnik powstania styczniowego.

## Życiorys
Po ukończeniu szkoły średniej we Lwowie przez rok pracował jako praktykant podatkowy w Janowie pod Lwowem.
W 1860 został dziennikarzem „Przeglądu Współczesnego”, a w 1861 „Dziennika Polskiego”. W latach 1862–1868 współpracował z „Gazetą Narodową”, w 1869 był współzałożycielem nowego „Dziennika Polskiego”, a od 1884 redagował „Kurier Lwowski”. Kazimierz Chłędowski w swych pamiętnikach pozostawił taką jego charakterystykę: wyglądał jak bandyta; chodził albo w żupanie na modłę roku 1863, albo w zimie w wielkim płaszczu i nosił w ręku ogromną pałkę. Zresztą pozory te nie łudziły bynajmniej, bo w piśmie swym nieraz na różne osobistości sprawiedliwie i niesprawiedliwie uderzał nie przebierając w wyrazach i stał się postrachem ludzi, którzy jakiekolwiek, osobliwie finansowe zajmowali stanowisko. Pomiędzy swymi bliższymi znajomymi Rewakowicz uchodził za dobrego i uczynnego człowieka, majątku nie miał, bo na lwowskim dziennikarstwie choćby na pół „rewolwerowym” fortuny zrobić nie było można. Rewakowicz bardzo był popularnym pomiędzy mieszczanami, niższymi urzędnikami, którzy widzieli w nim swego nieustraszonego przedstawiciela przeciw możnym.
W 1894 współtworzył Polskie Towarzystwo Demokratyczne i został członkiem korespondentem Towarzystwa Muzeum Narodowego Polskiego w Rapperswilu. 28 lipca 1895 w Rzeszowie wspólnie z Jakubem Bojką został wiceprezesem nowo powstałego Stronnictwa Ludowego, a po rezygnacji prezesa Karola Lewakowskiego w 1897 został prezesem rady naczelnej partii (od 1903 działającej pod nazwą „Polskie Stronnictwo Ludowe”). Funkcję tę pełnił do śmierci w 1907. W ciągu kariery politycznej bezskutecznie ubiegał się o mandat w Sejmie Krajowym.
Pełnił funkcję sekretarza rady zawiadowczej Krajowego Związku Ochotniczych Straży Pożarnych w Galicyi i Lodomeryi z Wielkim Księstwem Krakowskiem. Był wolnomularzem we Lwowie. 
W 1895 przeciwstawił się nadaniu obywatelstwa honorowego miasta Lwowa Kazimierzowi Badeniemu. 
W marcu 1897 przedstawiciele powszechnego komitetu mieszczańskiego (m.in. dr Jewhen Petruszewycz) poparli kandydatury dra Karola Lewakowskiego i Henryka Rewakowicza podczas wyborów ściślejszych.
Zamieszkiwał w domu przy ulicy Łyczakowskiej. Został wdowcem, utracił także syna Jana (komisarza lwowskiego magistratu), a w ostatnich latach życia był prawie zupełnie ociemniały wskutek katarakt. Został pochowany w grobowcu rodzinnym na Cmentarzu Łyczakowskim we Lwowie.

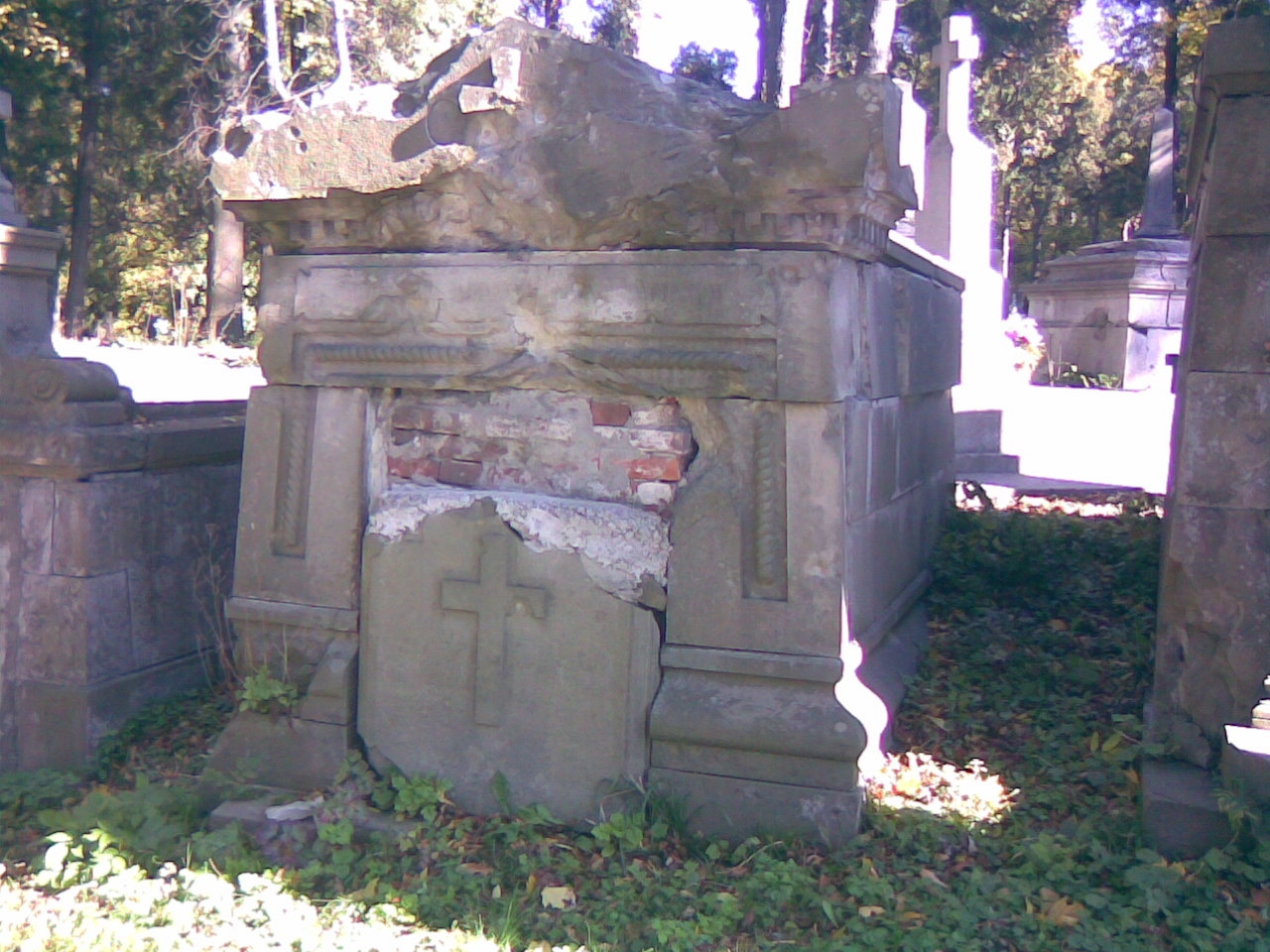
Grobowiec rodziny Rewakowiczów, w którym pochowany jest Henryk Rewakowicz